# Ventôse

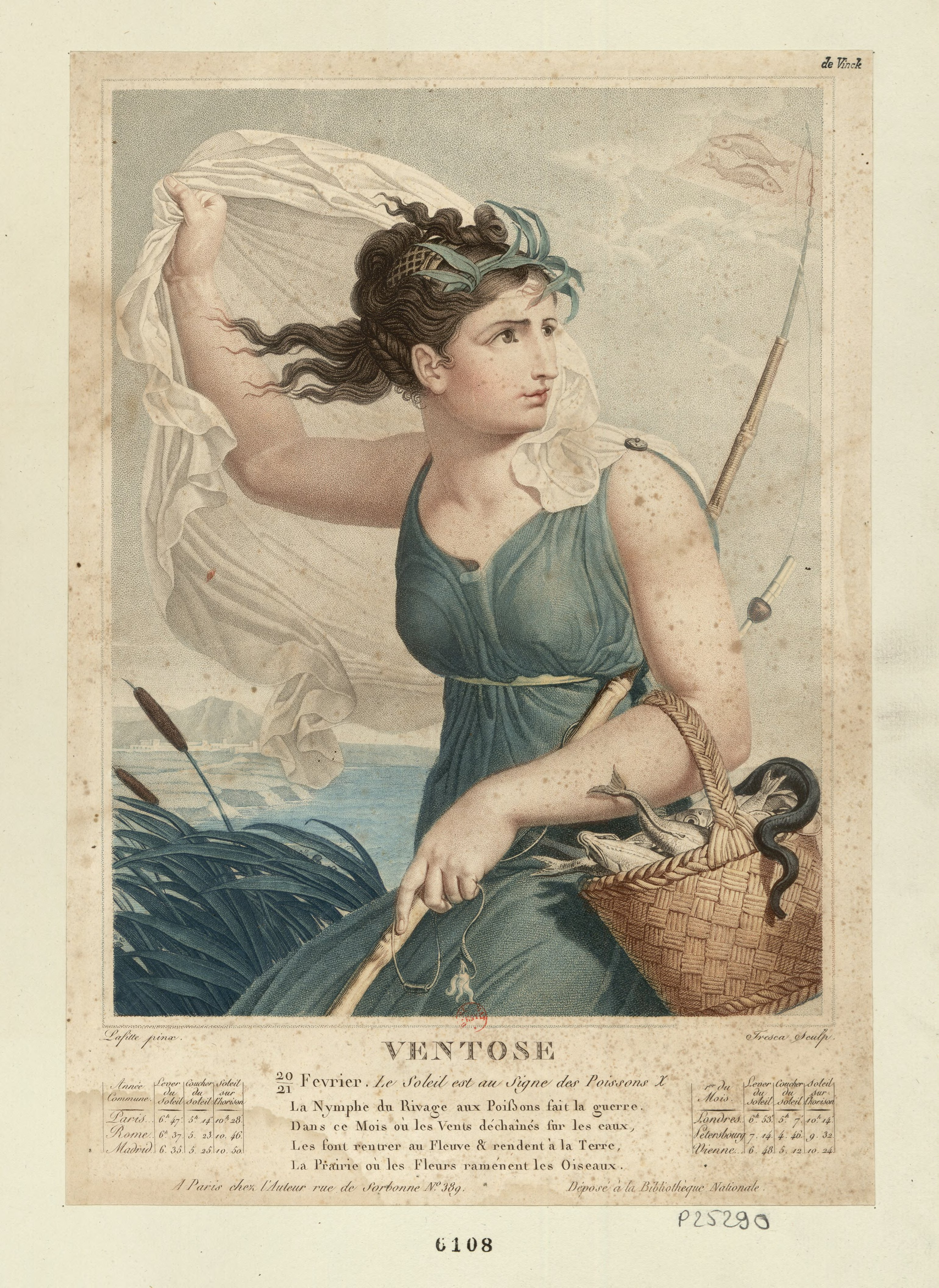
Alegoria Ventôse'a

Ventôse (z łac. ventosus = 'wietrzny') – szósty miesiąc we francuskim kalendarzu rewolucyjnym, trzeci i ostatni miesiąc zimy. Trwał od 19 lutego do 20 marca.
Po ventôse następował miesiąc germinal. 